# Поверхностные интегралы
Как и для криволинейных интегралов, существуют два рода поверхностных интегралов.

## Поверхностный интеграл первого рода

### Определение
Пусть {\displaystyle \Phi } — гладкая, ограниченная полная поверхность. Пусть далее на {\displaystyle \Phi } задана функция {\displaystyle f(M)=f(x,y,z)}. Рассмотрим разбиение {\displaystyle T} этой поверхности на части {\displaystyle \Phi _{i}\ (i=1,\dots ,n)} кусочно-гладкими кривыми и на каждой такой части выберем произвольную точку {\displaystyle M_{i}(x_{i},y_{i},z_{i})}. Вычислив значение функции в этой точке {\displaystyle f(M_{i})=f(x_{i},y_{i},z_{i})} и, приняв за {\displaystyle \sigma _{i}} площадь поверхности {\displaystyle \Phi _{i}}, рассмотрим сумму
{\displaystyle I\{\Phi _{i},M_{i}\}=\sum _{i}f(M_{i})\sigma _{i}.}
Тогда число {\displaystyle I} называется пределом сумм {\displaystyle I\{\Phi _{i},M_{i}\}}, если
{\displaystyle \forall \varepsilon >0\ \exists \delta >0\ \forall T:d(T)<\delta \ \forall \{M_{i}\}\ {\bigl |}I\{\Phi _{i},M_{i}\}-I{\bigr |}<\varepsilon .}
Предел {\displaystyle I} сумм {\displaystyle I\{\Phi _{i},M_{i}\}} при {\displaystyle d(T)\to 0} называется поверхностным интегралом первого рода от функции {\displaystyle f(M)} по поверхности {\displaystyle \Phi } и обозначается следующим образом:
{\displaystyle I=\iint \limits _{\Phi }f(M)\,d\sigma .}

### Параметрическая форма
Пусть на поверхности {\displaystyle \Phi } можно ввести единую параметризацию посредством функций
{\displaystyle x=x(u,v),\quad y=y(u,v),\quad z=z(u,v),}
заданных в ограниченной замкнутой области {\displaystyle \Omega } плоскости {\displaystyle (u,v)} и принадлежащих классу {\displaystyle C^{1}} в этой области. Если функция {\displaystyle f(M)=f(x,y,z)} непрерывна на поверхности {\displaystyle \Phi }, то поверхностный интеграл первого рода от этой функции по поверхности {\displaystyle \Phi } существует и может быть вычислен по формуле
{\displaystyle I=\iint \limits _{\Phi }f(M)\,d\sigma =\iint \limits _{\Omega }f{\big (}x(u,v),y(u,v),z(u,v){\big )}{\sqrt {EG-F^{2}}}\,du\,dv,}
где:
{\displaystyle E=(x_{u}')^{2}+(y_{u}')^{2}+(z_{u}')^{2},}
{\displaystyle F=x_{u}'x_{v}'+y_{u}'y_{v}'+z_{u}'z_{v}',}
{\displaystyle G=(x_{v}')^{2}+(y_{v}')^{2}+(z_{v}')^{2}.}

### Свойства
Из определения поверхностного интеграла первого рода следует независимость этого интеграла от выбора ориентации векторного поля единичных нормалей к поверхности или, как говорят, от выбора стороны поверхности. Пусть функции {\displaystyle f} и {\displaystyle g} интегрируемы по областям {\displaystyle \Phi ,\Phi _{1},\Phi _{2}}. Тогда:
1. Линейность: {\displaystyle \iint \limits _{\Phi }(\alpha f+\beta g)\,d\sigma =\alpha \iint \limits _{\Phi }f\,d\sigma +\beta \iint \limits _{\Phi }g\,d\sigma } для любых вещественных чисел {\displaystyle \alpha ,\beta \in \mathbb {R} }.
2. Аддитивность: {\displaystyle \iint \limits _{\Phi _{1}}f\,d\sigma +\iint \limits _{\Phi _{2}}f\,d\sigma =\iint \limits _{\Phi _{1}\cup \Phi _{2}}f\,d\sigma } при условии, что {\displaystyle \Phi _{1}} и  {\displaystyle \Phi _{2}} не имеют общих внутренних точек.
3. Монотонность:
  - если {\displaystyle f\geqslant g}, то {\displaystyle \iint \limits _{\Phi }f\,d\sigma \geqslant \iint \limits _{\Phi }g\,d\sigma };
  - для {\displaystyle f\geqslant 0}, если {\displaystyle \Phi _{1}\subset \Phi _{2}}, то {\displaystyle \iint \limits _{\Phi _{1}}f\,d\sigma <\iint \limits _{\Phi _{2}}f\,d\sigma }.
4. Теорема о среднем для непрерывной функции {\displaystyle f} и замкнутой ограниченной поверхности {\displaystyle \Phi }:
{\displaystyle \iint \limits _{\Phi }f\,d\sigma =f(\xi )\iint \limits _{\Phi }d\sigma =f(\xi )\mu (\Phi )}, где {\displaystyle \xi \in \Phi }, а {\displaystyle \mu (\Phi )} — площадь области {\displaystyle \Phi }.

## Поверхностный интеграл второго рода

### Определение
Рассмотрим двустороннюю поверхность {\displaystyle \Phi }, гладкую или кусочно-гладкую, и фиксируем какую-либо из двух её сторон, что равносильно выбору на поверхности определенной ориентации.
Для определенности предположим сначала, что поверхность задана явным уравнением {\displaystyle z=z(x,y)} причём точка {\displaystyle (x,y)} изменяется в области {\displaystyle (D)} на плоскости {\displaystyle xy}, ограниченной кусочно-гладким контуром.
Пусть теперь в точках данной поверхности {\displaystyle \Phi } определена некоторая функция {\displaystyle f(M)=f(x,y,z)}. Разбив поверхность сетью кусочно-гладких кривых на части {\displaystyle \Phi _{i}\ (i=1,\dots ,n)} и выбрав на каждой такой части точку {\displaystyle M_{i}(x_{i},y_{i},z_{i})}, вычислим значение функции {\displaystyle f(M_{i})=f(x_{i},y_{i},z_{i})} в данной точке и умножим его на площадь {\displaystyle D_{i}} проекции на плоскость {\displaystyle xy} элемента {\displaystyle \Phi _{i}}, снабженную определенным знаком. Составим интегральную сумму
{\displaystyle \sum _{i=1}^{n}f(M_{i})D_{i}=\sum _{i=1}^{n}f(x_{i},y_{i},z_{i})D_{i}.}
Конечный предел этой интегральной суммы при стремлении диаметров всех частей к нулю называют поверхностным интегралом второго рода от
{\displaystyle f(M)\,dx\,dy=f(x,y,z)\,dx\,dy,}
распространённым на выбранную сторону поверхности {\displaystyle \Phi }, и обозначают символом
{\displaystyle I=\iint \limits _{\Phi }f(M)\,dx\,dy=\iint \limits _{\Phi }f(x,y,z)\,dx\,dy}
(здесь {\displaystyle dx\,dy} напоминает о площади проекции элемента поверхности на плоскость {\displaystyle xy}).
Если вместо плоскости {\displaystyle xy} спроектировать элементы поверхности на плоскость {\displaystyle yz} или {\displaystyle zx}, то получим два других поверхностных интеграла второго типа:
{\displaystyle \iint \limits _{\Phi }f(x,y,z)\,dy\,dz} или {\displaystyle \iint \limits _{\Phi }f(x,y,z)\,dz\,dx.}
В приложениях чаще всего встречаются соединения интегралов всех этих видов:
{\displaystyle \iint \limits _{\Phi }P\,dy\,dz+Q\,dz\,dx+R\,dx\,dy,}
где {\displaystyle P,Q,R} суть функции от {\displaystyle (x,y,z)}, определённые в точках поверхности {\displaystyle \Phi }.

### Связь между поверхностными интегралами второго и первого рода
{\displaystyle \iint \limits _{\Sigma +}f(x,y,z)\,dy\,dz=\iint \limits _{\Sigma }f(x,y,z)\cos(\nu \wedge i)\,d\sigma ,}
где {\displaystyle \nu } — единичный вектор нормали поверхности {\displaystyle \Sigma }, {\displaystyle i} — орт.

### Свойства
1. Линейность: {\displaystyle \iint \limits _{\Phi }(\alpha f+\beta g)\,dx\,dy=\alpha \iint \limits _{\Phi }f\,dx\,dy+\beta \iint \limits _{\Phi }g\,dx\,dy}.
2. Аддитивность: {\displaystyle \iint \limits _{\Phi _{1}}f\,dx\,dy+\iint \limits _{\Phi _{2}}f\,dx\,dy=\iint \limits _{\Phi _{1}+\Phi _{2}}f\,dx\,dy}.
3. При изменении ориентации поверхности поверхностный интеграл меняет знак.